# لين فيولا
لين فيولا (بالإنجليزية: Lynne Viola)‏ هي مؤرخة اجتماعية ‏ وأستاذة جامعية أمريكية، ولدت في 5 أبريل 1955 في نوتلي ‏ في الولايات المتحدة.